# Neothemis
Neothemis,  rod crvenih algi u porodici Bangiaceae. Rod je opisan 2015., a u njega su uključene dvije vrste morska alga u vodama Španjolske i Kanarskih otoka.

## Vrste
1. Neothemis ballesterosii (A.Vergés & N.Sánchez) A.Vergés & N.Sánchez - tipična
2. Neothemis iberica (A.Vergés & N.Sánchez) A.Vergés & N.Sánchez

## Sinonimi
- Themis N.Sánchez, A.Vergés, [C.Peteiro,] J.Sutherland & J.Brodie, 2014, nom. illeg.